# Крид 2
Крид 2 (енгл. Creed II) је амерички спортски драма филм из 2018. године редитеља Стивена Кепла и осми филм у франшизи Роки. Сценарио потписују Џуел Тејлор и Силвестер Сталоне на основу приче Саше Пена и Чиа Ходари Кукера, док су продуценти филма Силвестер Сталоне, Кевин Кинг Темплтон, Чарлс Винклер, Вилијам Чартоф, Дејвид Винклер и Ервин Винклер. Музику је компоновао Лудвиг Герансон.
Насловне улоге тумаче Мајкл Б. Џордан као боксер Адонис Крид и Силвестер Сталоне као тренер Роки Балбоа, док су у осталим улогама Теса Томпсон, Долф Лундгрен, Флоријан Мунтеану, Филисија Рашад, Андре Вард, Вуд Харис, Бригит Нилсен и Мајло Вентимилија. Светска премијера филма је била одржана на Дан захвалности 21. новембра 2018. у Сједињеним Америчким Државама.
Буџет филма је износио 50 000 000 долара, а зарада од филма је 214 100 000 долара.

## Радња
Адонис Крид (Мајкл Б. Џордан) ће морати да усклади живот између личних обавеза и припрема за следећу велику борбу. Суочавање с противником своје породице га само још више мотивише за борбу у рингу. Роки (Силвестер Сталоне) и Адонис суочиће се са својим заједничким наслеђем и схватити да ништа није важније од породице. Филм Крид 2 ће показати шта нас то чини првацима, и да запамтимо једну ствар — без обзира где се налазимо, не можемо побећи од своје прошлости.

## Улоге
| Глумац            | Улога         |
| ----------------- | ------------- |
| Мајкл Б. Џордан   | Адонис Крид   |
| Силвестер Сталоне | Роки Балбоа   |
| Теса Томпсон      | Бјанка Тејлор |
| Долф Лундгрен     | Иван Драго    |
| Флоријан Мунтеану | Виктор Драго  |
| Филисија Рашад    | Мери Ен Крид  |
| Андре Вард        | Дени Вилер    |
| Вуд Харис         | Тони Еверс    |
| Бригит Нилсен     | Људмила Драго |
| Мајло Вентимилија | Роберт Балбоа |